# Exechia confinis
Exechia confinis är en tvåvingeart som beskrevs av Johannes Winnertz 1863. Exechia confinis ingår i släktet Exechia och familjen svampmyggor. Arten är reproducerande i Sverige. Inga underarter finns listade i Catalogue of Life.